# Nationaal-Socialistische Vlaamsche Arbeiderspartij
De Nationaal-Socialistische Vlaamsche Arbeiderspartij   (NSVAP) was een Belgische nationaalsocialistische politieke partij in Antwerpen.

## Historiek
De partij had zijn wortels in het in 1937 door Aloïs Goossens, Willem Wuyts en Van Berlaer opgerichte Vrienden van het Nieuwe Duitschland (VVND). Via deze vriendengroep was de partij nauw verbonden met de Vlaamsche Arbeiderspartij en de Dietsche Arbeiderspartij (DAP). Al deze partijen zouden via de dekmantelorganisatie De Adelaar door Herman Van Puymbrouck gepatroneerd zijn.
De NSVAP werd opgericht in 1938 door August Segers. In 1939 werd Segers opgevolgd door Frans Van Dyck van het Verdinaso. Na de Belgische capitulatie in mei 1940 werd door de partij de brochure Thans slaat het uur uitgegeven van Maurits Lambreghts. Toen Van Dyck gevraagd werd de NSVAP te ontbinden en aan te sluiten bij de Algemeene SS-Vlaanderen, weigerde hij dat en nam ontslag uit zijn functies. Hij werd vervangen door Alfons Wachtelaer, waarna alsnog de integratie van de NSVAP in de Algemeene SS-Vlaanderen plaatsvond.
De partij gaf het maandblad Vaderland en Arbeid uit.